# Joe Viterelli
Joseph Viterelli, detto Joe (New York, 10 marzo 1937 – Las Vegas, 28 gennaio 2004), è stato un attore statunitense, di origini italiane.

## Carriera
Viterelli incominciò la sua carriera come imprenditore nella nativa New York, fino al giorno in cui il suo amico Leo Penn, regista e padre di Sean Penn, lo persuase a diventare un attore in virtù del suo aspetto e dei tratti tipici di un italiano del sud.
Il primo film in cui recitò fu Stato di grazia, dove impersonava il capomafia Borrelli. Da allora fu un susseguirsi di ruoli in tutti i più importanti e noti film di mafia, di cui divenne uno dei caratteristi più riconoscibili, pur non avendo mai ricoperto il ruolo del protagonista.
Morì a 66 anni il 28 gennaio 2004 a Las Vegas, a causa di una emorragia allo stomaco dovuta a complicazioni per un intervento al cuore. Ai suoi funerali parteciparono i più noti volti del cinema hollywoodiano, tra cui Robert De Niro, suo compagno di set in Terapia e pallottole e Un boss sotto stress.

## Vita privata
Nel 1960 si sposò con Catherine Brennan con cui rimase fino alla morte. Hanno avuto cinque figli.

## Filmografia

### Cinema
- Stato di grazia (State of Grace), regia di Phil Joanou (1990)
- L'impero del crimine (Mobsters), regia di Michael Karbelnikoff (1991)
- Ruby - Il terzo uomo a Dallas (Ruby), regia di John Mackenzie (1992)
- Il socio (The Firm), regia di Sydney Pollack (1993) - non accreditato
- Pallottole su Broadway (Bullets Over Broadway), regia di Woody Allen (1994)
- 3 giorni per la verità (The Crossing Guard), regia di Sean Penn (1995)
- Black Rose of Harlem, regia di Fred Gallo (1996)
- Omicidio a New Orleans (Heaven's Prisoners), regia di Phil Joanou (1996)
- Randagi (American Strays), regia di Michael Covert (1996)
- L'eliminatore - Eraser (Eraser), regia di Chuck Russell (1996)
- Gli impenitenti (Out to Sea), regia di Martha Coolidge (1997) - non accreditato
- Looking for Lola, regoia di Boaz Davidson (1997)
- Mafia! (Jane Austen's Mafia!), regia di Jim Abrahams (1998)
- Terapia e pallottole (Analyze This), regia di Harold Ramis (1999)
- Facade, regia di Carl Colpaert (1999)
- Mickey occhi blu (Mickey Blue Eyes), regia di Kelly Makin (1999)
- In fuga dal passato (Hitman's Run), regia di Mark L. Lester (1999) - non accreditato
- A Walk in the Park, regia di Alan Berger (1999)
- Wannabes, regia di Charles A. Addessi e William DeMeo (2000)
- Spot - Supercane anticrimine (See Spot Run), regia di John Whitesell (2001)
- Face to Face, regia di Ellie Kanner (2001)
- The Cure for Boredom, regia di Ruben Preuss (2001)
- Amore a prima svista (Shallow Hal), regia di Bobby e Peter Farrelly (2001)
- Donzi: The Legend, regia di Sidney J. Furie (2001)
- Tutta colpa di Sara (Serving Sara), regia di Reginald Hudlin (2002)
- Un boss sotto stress (Analyze That), regia di Harold Ramis (2002)

### Televisione
- Palace Guard - serie TV, 1 episodio (1991)
- In the Shadow of a Killer, regia di Alan Metzger - film TV (1992)
- Chiaro scuro (What She Doesn't Know), regia di Kevin James Dobson - film TV (1992)
- Fallen Angels - serie TV, 1 episodio (1993)
- Il commissario Scali (The Commish) - serie TV, 2 episodi (1994)
- The Strip - serie TV, 10 episodi (1999-2000)

## Doppiatori italiani
Nelle versioni in italiano dei suoi film, Joe Viterelli è stato doppiato da:
- Glauco Onorato in Terapia e pallottole, Spot - Supercane anticrimine, Un boss sotto stress
- Vittorio Di Prima in Pallottole su Broadway, Amore a prima svista
- Bruno Alessandro in Stato di grazia
- Michele Gammino in L'eliminatore - Eraser
- Claudio Fattoretto in Tutta colpa di Sara
- Nino Prester in Ruby - Il terzo uomo a Dallas